# توراس
بلدية توراس (بالإسبانية: Torás)‏، هي إحدى بلديات مقاطعة كاستيلون التي تقع في منطقة بلنسية، في شرق إسبانيا.
يبلغ عدد سكانها 255 نسمة وفقاً لإحصائية سنة (2006).